# Hummock Island (Antarktika)
Hummock Island (von englisch hummock ‚Eishügel‘, in Argentinien Isla Mogote von spanisch mogote ‚Kuppe, Hügel‘) ist eine  1,5 km lange Insel in der Gruppe der Biscoe-Inseln westlich der Antarktischen Halbinsel. Sie liegt 6,5 km westlich der Larrouy-Insel und 8,8 km des Ferin Head.
Entdeckt und deskriptiv benannt wurde die Insel bei der British Graham Land Expedition (1934–1937) unter der Leitung des australischen Polarforschers John Rymill.